# Таврийские игры
«Таври́йские и́гры» (укр. Таврійські ігри) — международный музыкальный фестиваль, ежегодно проводившийся на Украине с 1992 по 2008 год. После 2003 года фестиваль обычно проходил с 1 по 3 мая.
Традиционно программа фестиваля включала конкурс красоты, пивной конкурс, спортивные состязания и шоу-программы, в которых выступали участники из разных стран мира. Длительность фестиваля колебалась от 2 до 5 дней (чаще всего 3). Обычно это были выходные или праздничные дни. Ежедневно фестивальные концерты посещали около 80 тысяч зрителей. На общенациональном украинском телеканале велась прямая телетрансляция.
В разные годы участниками фестиваля были известные украинские, европейские, американские и азиатские музыканты, такие как: Bad Boys Blue, «Океан Ельзи», Green Grey, Red Elvises, Deep Purple, Доктор Албан, Space, Right Said Fred, Алла Пугачёва, «Машина времени», Земфира, Руслана, Ирина Билык, Zdob și Zdub, Run-D.M.C., Bomfunk MC's, Валерий Меладзе, Дискотека Авария и другие поп и рок исполнители.

## История фестиваля
До 2006 года включительно местом проведения фестиваля был город Каховка Херсонской области. Местом проведения была набережная Каховского водохранилища. Амфитеатром служил склон холма. Билеты не требовались.
С 2004 года фестиваль стал местом «проводов» украинских звёзд на «Евровидение», которое проходит в середине мая. В 2007 году фестиваль проходил на стадионе «Олимпийский» в Киеве по билетам. В 2008 году фестиваль вновь проводился в Каховке. Участниками фестиваля были украинские и зарубежные группы и исполнители.
XVIII фестиваль «Таврийские Игры», который был запланирован на 1—3 мая 2009 года, пообещали провести позднее, но он так и не состоялся. В 2012 году организаторы фестиваля обещали возобновить его проведение, но потом решили не проводить фестиваль вообще.
Автором идеи, главой оргкомитета и почётным президентом фестиваля являлся Николай Баграев.

### Хронология фестивалей
Официальная хронология фестивалей:
1. август 1992, Каховка, стадион «Авангард», среди участников 46 рок-групп.
2. июль 1993, Каховка, построенная на берегу Днепра сцена, составной частью фестиваля стал круиз для участников на пароходах по Днепру.
3. июль 1994, Каховка, набережная Днепра, появились первые телепрограммы о фестивале.
4. июль 1995, Каховка, набережная Днепра, официальное открытие фестиваля проводилось в Киеве, общая численность зрителей превысила 800 тысяч.
5. июль 1996, Каховка, набережная Днепра, 15 сентября 1996 года на Республиканском стадионе в Киеве «Таврийские игры» организовали «Осенний рок-марафон».
6. 3-7 июля 1997, Каховка, набережная Днепра, прямые телетрансляции фрагментов концертов, фестиваль проходит под патронатом президента Украины.
7. 1-4 августа 1998, Каховка, набережная Днепра, обязательным для исполнителей становится живой звук, особенностью фестиваля 1998 года стала экологическая направленность.
8. 15-18 июля 1999, Каховка, сцена на искусственном понтонном полуострове площадью 2025 м², прямая телетрансляция каждого фестивального вечера в полном объёме.
9. 20-23 июля 2000, Каховка, набережная Днепра, лозунгом становится «Таврийские игры on line», шла интернет-трансляция на официальном сайте фестиваля, события транслировались в крупных городах Украины на больших экранах прямо на улицах, в финальном концерте выступила Алла Пугачёва.
10. 18-22 июля 2001, Каховка, набережная Днепра, идея фестиваля: от «чумацких возов» до «космодрома», в форме которого была оформлена сцена. Фестиваль показывали более 30 телеканалов со всех регионов Украины, а также трансляцию вели 25 радиостанций, прямая интернет-трансляция.
11. 28-30 июня 2002, Каховка, набережная Днепра, в дни открытия и закрытия организованы фейерверки. В дизайне сцены использованы надувные декорации, светящиеся изнутри. Интернет-трансляцию смотрело 122 000 человек.
12. 1-3 мая 2003, Каховка, набережная Днепра, партер превратился в танцплощадку, установлено две сцены — дневная (для молодых исполнителей) и ночная (для «звёзд»). Для аккредитованных журналистов компания «Чумак» на мангале длиной более 30 метров приготовила 150 кг шашлыка.
13. 1-3 мая 2004, Каховка, набережная Днепра, основную телетрансляцию осуществлял телеканал М1.
14. 1-3 мая 2005, Каховка, набережная Днепра, идея фестиваля: экстрим-формат «Праздник музыки, красоты и спорта». 300 участников «экстремальных игр» представили скейтбординг, велосипедный мотокросс, агрессивный ролинг, скалолазание, граффити, брейк-данс.
15. 29 апреля — 1 мая 2006, Каховка, набережная Днепра. Зрители могли через SMS-голосование влиять на приглашение тех или иных артистов на фестиваль. Фестиваль превратился в проводы представителей Украины на конкурс «Евровидение».
16. 29-30 июня 2007, Киев, НСК «Олимпийский», 30 групп, 50 тысяч зрителей за два дня. Специально к выпускному выпускники киевских школ получили бесплатные билеты на фестиваль.
17. 1-3 мая 2008, Каховка, набережная Днепра, впервые участники исключительно украинские исполнители. Интернет-трансляцию просмотрели 1 млн 53 тысячи раз.